# Verwaltungsgemeinschaft Einetal-Vorharz
In der Verwaltungsgemeinschaft Einetal-Vorharz waren im sachsen-anhaltischen Landkreis Mansfelder Land die Gemeinden Alterode, Arnstedt, Bräunrode, Greifenhagen, Harkerode, Quenstedt, Stangerode, Sylda, Ulzigerode und Welbsleben zusammengeschlossen. Am 1. Januar 2005 wurde sie mit den Verwaltungsgemeinschaften
Sandersleben und Wippra zur neuen Verwaltungsgemeinschaft Wipper-Eine zusammengeschlossen.